# Eurogeul
L'Eurogeul ou Euro-Maasgeul, quelquefois appelé Maasgeul, toponyme néerlandais signifiant littéralement en français « chenal de la Meuse », est un chenal maritime creusé en mer du Nord en liaison avec le port de Rotterdam depuis 1970. Il a une longueur de 57 kilomètres et une profondeur de 23 mètres.
Il permet aux navires de mer ayant un tirant d'eau supérieur à vingt mètres d'accéder au port de Rotterdam.
Les quatorze derniers kilomètres de l'Eurogeul sont appelés Maasgeul. Les navires de mer avec un tirant d'eau de plus de vingt mètres doivent nécessairement utiliser l'Eurogeul. Les autres navires peuvent utiliser le Maasgeul directement.

## Navigation
La navigation y est strictement réglementée.
La profondeur de la mer du Nord n'est pas uniforme et va de plus de 200 mètres au large des îles Shetland et de la côte norvégienne à vingt mètres le long de la côte néerlandaise. Une zone entre l'Angleterre et les Pays-Bas atteint les quarante mètres de profondeur. En utilisant cette partie la plus profonde, un vaste réseau de dispositifs de séparation du trafic en mer du Nord a été établi en lien avec l'Eurogeul.
Les six phares de Hoek van Holland forment trois feux directionnels dans le Maasgeul.
Des bouées sont disposées sur 75 kilomètres au sud de l'Eurogeul.
Avant d'entrer dans l'Eurogeul, les navires reçoivent un pilote qui les guide.

## Entretien

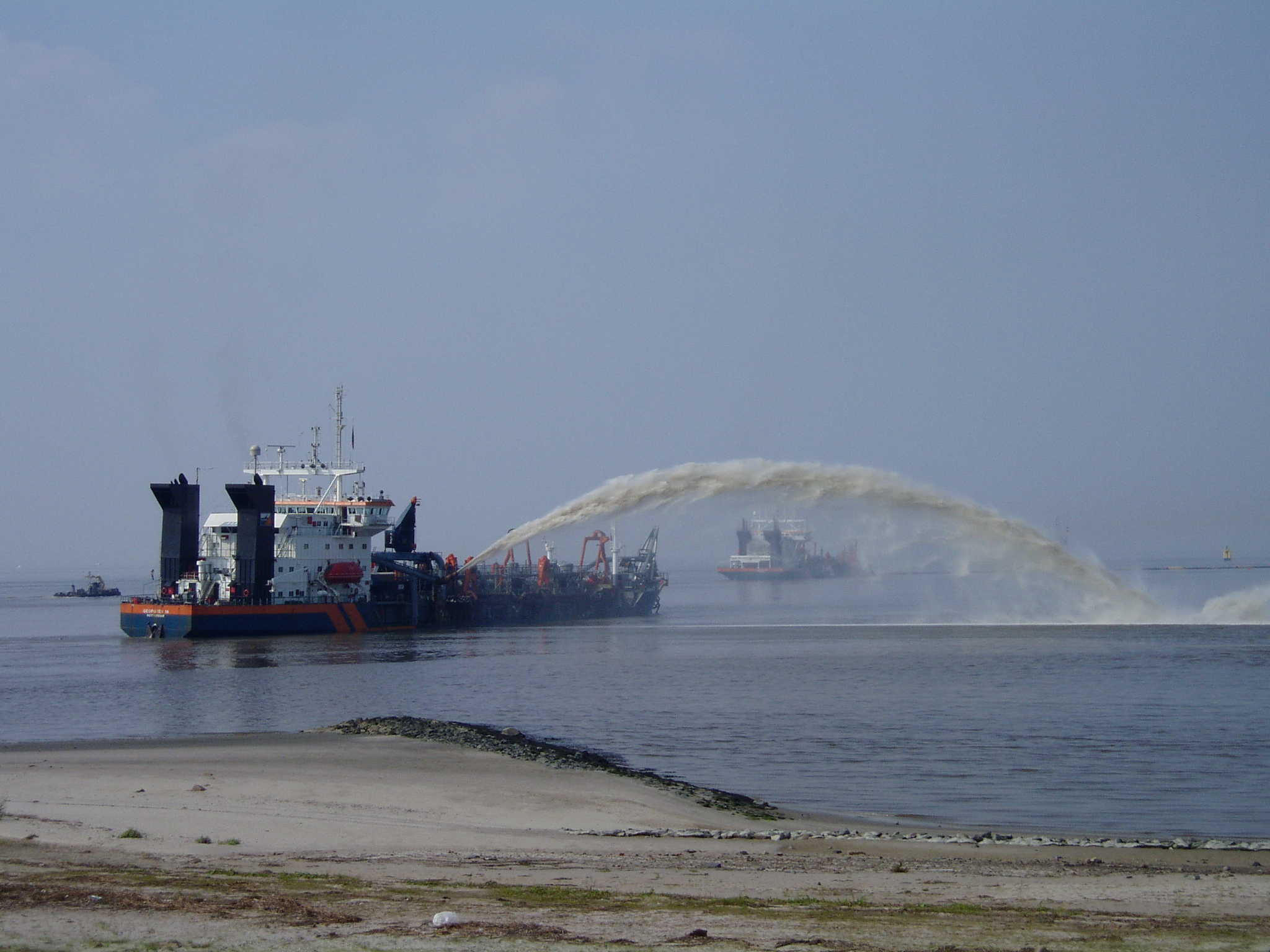
Drague suceuse.

Le chenal doit être entretenu et dragué. Chaque année, 5 à 7 millions de tonnes de sable sont récupérés.

## Élargissement
En 2008, l'Eurogeul a été élargi, une seconde voie a été creusée.
En 2012, le gouvernement néerlandais a décidé d'élargir le Maasgeul jusqu'à une largeur de 830 mètres, ce qui s'est achevé au printemps 2012, un peu avant l'inauguration de Maasvlakte 2 (en 2013).

## Fréquentation
La fréquentation est d'environ un navire par jour (357 pour la dernière année disponible).

## Fossiles

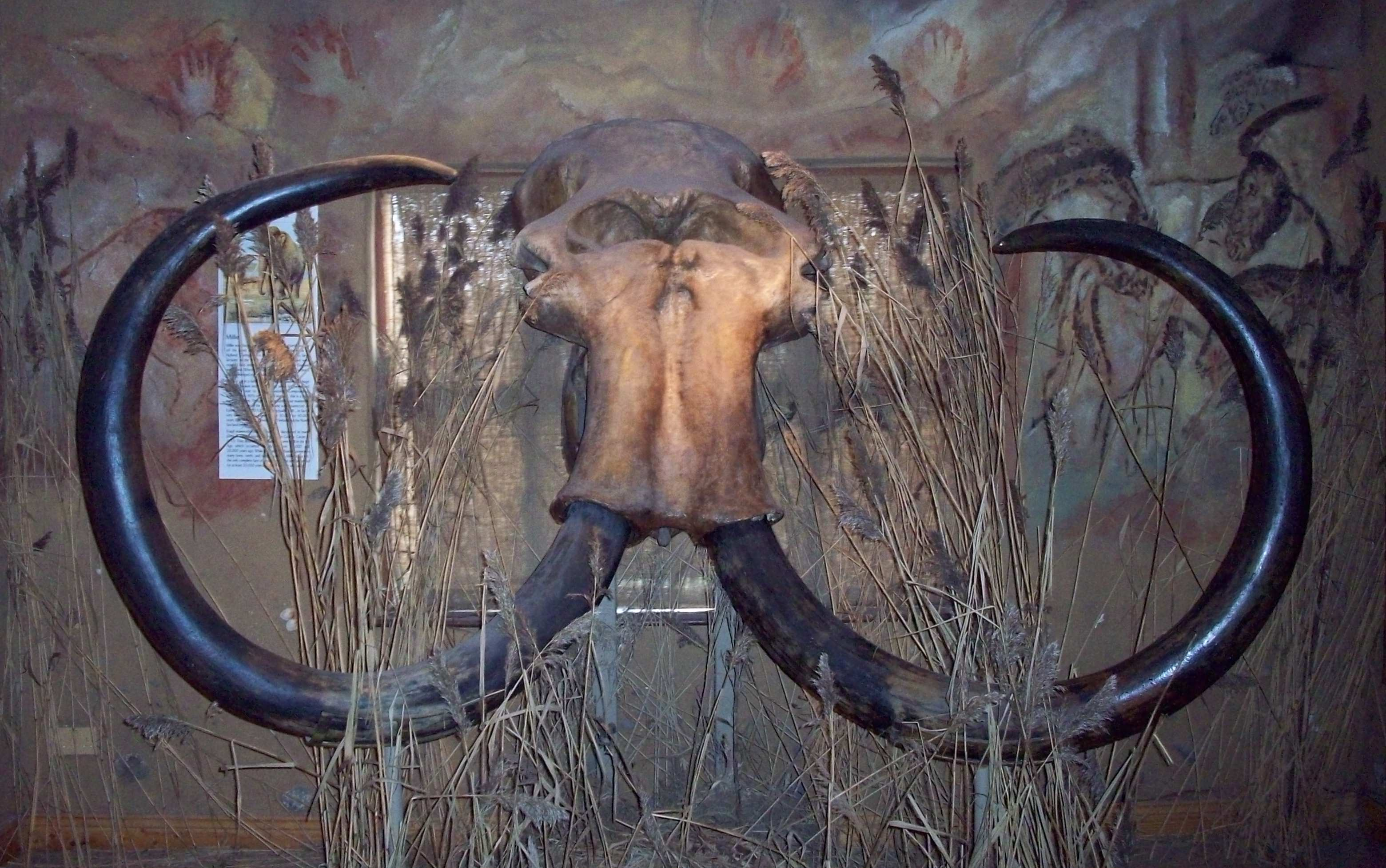
Crâne de mammouth pêché en 1999.

L'aspiration du sable pour creuser l'Eurogeul a permis de mettre au jour des fossiles comme des os de mammifères. Des pêcheurs avaient déjà accroché accidentellement dans leurs filets des milliers d'os et de dents de mammifères vivant lors de la glaciation. Les fossiles les plus courants sont les os du mammouth laineux. Des fossiles d'autres animaux aujourd'hui éteints ont été rencontrés, comme le Megaloceros giganteus, le rhinocéros laineux et le lion des cavernes, mais on trouve aussi des restes fossiles de mammifères marins comme le rorqual, la baleine grise, le phoque, le phoque annelé, le morse et le béluga. Tous ces fossiles datent de la dernière glaciation et sont particulièrement bien conservés, en raison de leur exposition relativement courte à l'eau de la mer du Nord.